# Salvatore Schillaci
Salvatore Schillaci (Palermo, 1964. december 1. – Palermo, 2024. szeptember 18.) világbajnoki bronzérmes olasz labdarúgó. Az 1990-es világbajnokság gólkirálya.

## Pályafutása

### Klubcsapatban
1982 és 1989 között a Messina, 1989 és 1992 között a Juventus, 1992 és 1994 között az Internazionale labdarúgója volt. 1994 és 1997 között a japán Júbilo Ivata csapatában fejezte be az aktív játékot.

### A válogatottban
1990–91-ben 16 alkalommal szerepelt az olasz válogatottban és hét gólt szerzett. Tagja volt az 1990-es világbajnokságon bronzrérmet szerző csapatnak. A torna gólkirálya lett hat találattal.

## Sikerei, díjai
Világbajnokság
- Világbajnokság
  - bronzérmes: 1990, Olaszország
  - gólkirály: 1990, Olaszország (6 gól)

 Juventus
- Olasz kupa (Coppa Italia)
  - győztes: 1990
- UEFA-kupa
  - győztes: 1989–90

 Júbilo Ivata
- Japán bajnokság
  - bajnok: 1997